# Bradysia reynoldsi
Bradysia reynoldsi är en tvåvingeart som först beskrevs av Metz 1938.  Bradysia reynoldsi ingår i släktet Bradysia och familjen sorgmyggor. Inga underarter finns listade i Catalogue of Life.